# NGC 7676
NGC 7676 је елиптична галаксија у сазвежђу Тукан која се налази на NGC листи објеката дубоког неба.
Деклинација објекта је - 59° 43' 0" а ректасцензија 23h 29m 1,7s. Привидна величина (магнитуда) објекта NGC 7676 износи 11,7 а фотографска магнитуда 12,7. NGC 7676 је још познат и под ознакама ESO 148-16, AM 2326-595, PGC 71564.